# Krzysztof Piesiewicz
Krzysztof Marek Piesiewicz (Varsóvia, 25 de outubro de 1945) é um advogado, roteirista e político polonês.